# Rayland (Ohio)
Rayland es una villa ubicada en el condado de Jefferson en el estado estadounidense de Ohio. En el Censo de 2010 tenía una población de 417 habitantes y una densidad poblacional de 322,65 personas por km².

## Geografía
Rayland se encuentra ubicada en las coordenadas 40°11′0″N 80°41′30″O / 40.18333, -80.69167. Según la Oficina del Censo de los Estados Unidos, Rayland tiene una superficie total de 1.29 km², de la cual 1.22 km² corresponden a tierra firme y (5.41%) 0.07 km² es agua.

## Demografía
Según el censo de 2010, había 417 personas residiendo en Rayland. La densidad de población era de 322,65 hab./km². De los 417 habitantes, Rayland estaba compuesto por el 97.84% blancos, el 0.96% eran afroamericanos, el 0.24% eran amerindios, el 0% eran asiáticos, el 0% eran isleños del Pacífico, el 0.48% eran de otras razas y el 0.48% pertenecían a dos o más razas. Del total de la población el 0% eran hispanos o latinos de cualquier raza.